# Alih Jey
Alih Jey de Peña Jiménez (nacida el 5 de mayo de 1984, República Dominicana) es una cantante y compositora de rock dominicana.

## Familia y primeros años
La familia de Jay es muy conocida en República Dominicana, y en la industria del espectáculo: su padre, Aníbal de Peña, y su madre, Alida Iluminada Jiménez, son músicos muy conocidos allí. Jey demostró desde muy temprana edad que quería seguir los pasos de sus padres.

## Carrera profesional
A los catorce años de edad, empezó a componer canciones, que más tarde registró. A los diecisiete, firmó con Universal Music. Ella lanzó su álbum debut, Alih Jey, en el año 2001. Su primer sencillo, titulado "It's OK", se convirtió en un éxito instantáneo. Su primer álbum fue bilingüe, ya que ella habla inglés además de su nativo español.
Su segundo álbum, Gotas de piel, fue lanzado con gran aclamación de la crítica en el año 2005. Su éxito "Muñequita Tuya" fue rápidamente puesto en alta rotación en las estaciones de radio latina en los Estados Unidos. Otras canciones de su álbum, como "Vino en tu bar", la consolidó como cantante para tener en cuenta. Durante este tiempo, ella también ha colaborado en muchos proyectos como compositora, ayudando en varias otras canciones de cantantes y discos.
En 2005, realizó una gira con la estrella mexicana Paulina Rubio durante la promoción de su disco Pau-Latina en los Estados Unidos. Además, la gira terminó en su país natal, República Dominicana.
En 2006, rompió los lazos con su sello discográfico Universal Music Latino y procedió a trabajar en un nuevo registro independiente, su álbum Necia, publicado el año siguiente.
En septiembre de 2008, Necia obtuvo una nominación a los Grammy Latinos 2008 al Mejor Álbum de Rock Solista.
En mayo de 2011, Lanzó un nuevo álbum de estudio titulado Tarte, esta vez bajo el sello Forward Motion Records.

## Discografía
- Alih Jey (2001)
- Gotas de Piel (2005)
- Necia (2007)
- Tarte (2011)